# Ariowist

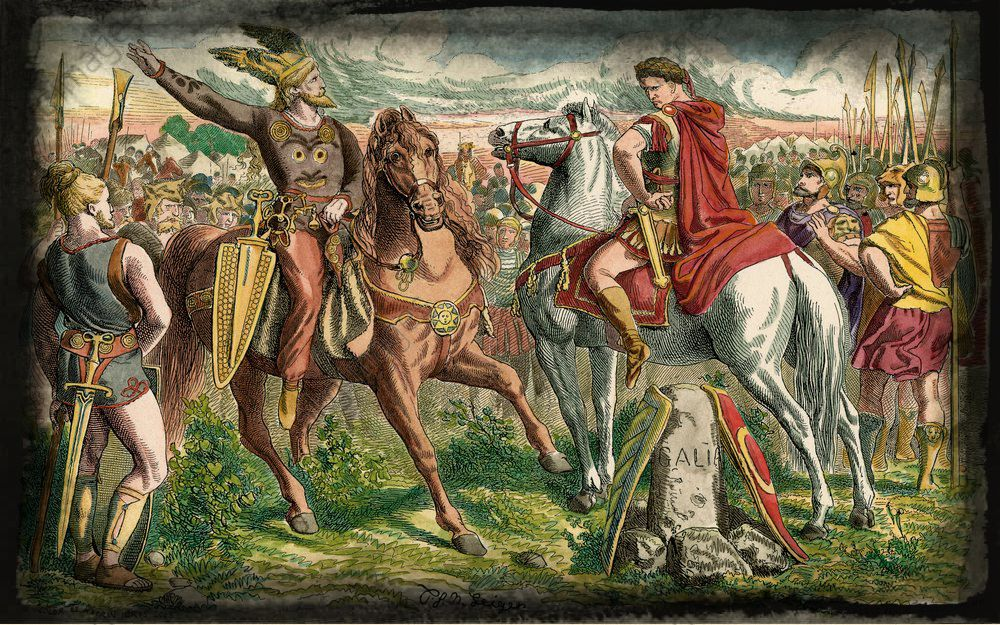
Spotkanie Ariowista i Gajusza Juliusza Cezara na obrazie Petera Johanna Nepomuka Geigera

Ariowist (łac. Ariovistus, zm. 54 p.n.e.) – władca germański z I wieku p.n.e., przewodził związkowi plemiennemu Swebów, uczestnik wojen z Cezarem.

## Życiorys
Około 71 p.n.e. przekroczył Ren wezwany przez celtyckich Sekwanów do pomocy przeciwko Eduom, których pokonał w 61 p.n.e., osiedlając się następnie w Galii i okupując część kraju Sekwanów. Pokonał buntujących się Eduów i Sekwanów w bitwie pod Magetobrigą (celt. duża twierdza). Rzymianie nakazali królowi Germanów wycofanie się z kraju Eduów, co też Ariowist uczynił, prosząc, aby go uznano za przyjaciela Rzymu. W 59 p.n.e. na wniosek Cezara uznany przez Senat Rzymu za rex et amicus (króla i przyjaciela [ludu rzymskiego]). Związek Ariowista został wzmocniony wojownikami Harudów, Markomanów i Triboków. W 58 p.n.e. Juliusz Cezar zdecydował się jednak na konfrontację z Ariowistem, który został pokonany w bitwie koło dzisiejszej Miluzy, a następnie uszedł za Ren.